# 新观乡
新观乡，是中华人民共和国四川省广元市苍溪县曾经下辖的一个乡。2020年5月，撤销雍河乡、新观乡，将原雍河乡和原新观乡所属行政区域划归龙王镇管辖。

## 行政区划
新观乡撤销前下辖以下地区：
向阳村、轿顶村、苟英村、山花村、五柏村、天宝村、星桥村、玲珑村、伏龙村和梓潼村。